# バングラデシュサッカー連盟
バングラデシュサッカー連盟（バングラデシュサッカーれんめい、英語：Bangladesh Football Federation、ベンガル語：বাংলাদেশ ফুটবল ফেডারেশন）は、バングラデシュのサッカーを統括する競技運営団体。略称はBFF。
1972年に創設され、1974年にFIFAおよびAFCに加盟した。サッカーバングラデシュ代表、Bリーグなどを運営する。